# Little Richard
Richard Wayne Penniman (5 tháng 12 năm 1932 – 9 tháng 5 năm 2020), hay còn được biết đến với nghệ danh Little Richard, là ca sĩ, nhạc sĩ, nhà sản xuất thu âm và diễn viên người Mỹ. Ông được coi là chìa khóa cho giai đoạn chuyển tiếp giữa nhạc R&B và rock 'n' roll vào những năm 50 của thế kỷ XX. Ông cũng là một trong những người đầu tiên đưa nhạc funk vào giai điệu của rock 'n' roll, từ đó khai sinh ra nhạc soul. Đại sảnh Danh vọng Rock and Roll viết về ông:
"Ông tự gọi mình là "kiến trúc sư của rock and roll", và có vẻ lịch sử đang chấp nhận sự tự mãn của Little Richard. Hơn tất cả các nghệ sĩ khác - có lẽ ngoài Elvis Presley, Little Richard đã thổi bùng lên cả thập niên 50, đặt nền móng cho rock and roll với thứ âm nhạc bùng nổ và một tính cách vô cùng lôi cuốn. Với các ca khúc của mình, ông đã trở thành xương sống của rock and roll. Ông chơi piano một cách điên cuồng, tạo nên những tác phẩm kinh điển như "Tutti Frutti", "Long Tall Sally" và "Good Golly, Miss Molly" góp phần định nghĩa nên những giai điệu sôi động của rock and roll."
Penniman bắt đầu xuất hiện trên sân khấu từ năm 1945 khi còn ở tuổi vị thành niên. Lần đầu tiên ông thu âm là vào ngày 16 tháng 10 năm 1951 qua việc hát lại âm nhạc phúc âm của Billy Wright, người bạn đã giúp ông suốt giai đoạn đầu tiên của sự nghiệp. Ông ký hợp đồng với RCA Records vào năm 1952, và kể từ năm 1953 là hãng Peacock Records. Không có nhiều thành công, Penniman quyết định chuyển hướng sang một thứ nhạc R&B kiểu mới. Năm 1955, băng demo của ông gây chú ý tới giám đốc Art Rupe của Specialty Records, người sau đó quyết định mua lại hợp đồng của ông với Peacock để đưa ông tới Specialty vào tháng 9 năm 1955. Dưới sự hướng dẫn của Robert "Bumps" Blackwell, Penniman bắt đầu thu âm theo phong cách mà ông vẫn thường thể hiện trên sân khấu nhiều năm trước, theo nhiều thể loại, với nhịp mạnh, tiếng saxophone lớn, chút âm hưởng của phúc âm, hét, ngân và nhiều hiệu ứng khác pha trộn giữa boogie-woogie và R&B. Thứ âm nhạc mới này, với kiểu cách đưa nhạc funk vào nhịp rock 'n' roll đã là nguồn cảm hứng của vô số nghệ sĩ sau này, trong đó có cả James Brown, Elvis Presley, Otis Redding, Bob Dylan, Jimi Hendrix, The Beatles, The Rolling Stones, Led Zeppelin, Michael Jackson, cùng với đó là rất nhiều thế hệ nghệ sĩ nhạc R&B, rock, soul, funk và rap.
Ngày 12 tháng 10 năm 1957, trong làn sóng hâm mộ ngày một tăng vọt, Penniman đột ngột tuyên bố bỏ rock 'n' roll và muốn thấy "Chúa tái sinh". Tới lúc đó, chỉ trong vòng chưa tới 3 năm, ông đã có được tận 17 ca khúc nằm trong các bảng xếp hạng uy tín. Tháng 1 năm 1958, ông rời xa âm nhạc, đi học trường thánh kinh, trở thành mục sư và truyền bá Phúc Âm cùng với đó là tiến hành thu âm rất nhiều ca khúc phúc âm suốt nhiều năm liền. Sau đó ông trở lại và dùng rock and roll đưa mình vào vũ đài chính trị, cho tới khi ông có thể dung hòa được 2 vai trò này mãi những năm sau này.
Little Richard nằm trong nhóm các nghệ sĩ đầu tiên được đề cử vào Đại sảnh Danh vọng Rock and Roll năm 1986 và là một trong 4 nghệ sĩ duy nhất (cùng Ray Charles, James Brown, và Fats Domino) có được giải Thành tựu trọn đời của Rhythm and Blues Foundation. Năm 2003, Penniman có tên trong Đại sảnh Danh vọng nhạc sĩ. Năm 2004, tạp chí Rolling Stone xếp ông ở vị trí số 8 trong danh sách 100 nghệ sĩ vĩ đại nhất. Năm 2007, ca khúc nổi tiếng nhất của ông, "Tutti Frutti", đứng vị trí số một trong danh sách "100 ca khúc làm thay đổi thế giới" của tạp chí Mojo cùng với đó là lời bình "ca khúc khai sinh ra rock and roll". Năm 2010, Hiệp hội ghi âm quốc gia của Thư viện Quốc hội Mỹ quyết định ghi bản gốc a cappella của ca khúc này dưới tên "A-wop-bop-a-loo-mop-a-lop-bam-boom!" là lời mở màn của thời kỳ rock 'n' roll.
Penniman qua đời ngày 9 tháng 5 năm 2020 vì ung thư xương tại nhà riêng của em trai ở Nashville. Em trai, các con cùng người thân trong gia đình đều bên cạnh ông lúc lâm chung.

## Danh sách đĩa nhạc
- Here's Little Richard (1957)
- Little Richard (1958)
- The Fabulous Little Richard (1958)
- Pray Along with Little Richard (1960)
- Pray Along with Little Richard (Vol 2) (1960)
- The King of the Gospel Singers (1962)
- Little Richard Is Back (And There's A Whole Lotta Shakin' Goin' On!) (1964)
- Little Richard's Greatest Hits (1965)
- The Incredible Little Richard Sings His Greatest Hits - Live! (1967)
- The Wild and Frantic Little Richard (1967)
- The Explosive Little Richard (1967)
- Little Richard's Greatest Hits: Recorded Live! (1967)
- The Rill Thing (1970)
- Mr. Big (1971)
- The King of Rock and Roll (1971)
- Friends from the Beginning – Little Richard and Jimi Hendrix (1972)
- Southern Child (1972, không phát hành)
- Second Coming (1972)
- Right Now! (1974)
- Talkin' 'bout Soul (1974)
- Little Richard Live (1976)
- Going All The Way With Little Richard (1979, trực tiếp)
- God's Beautiful City (1979)
- Lifetime Friend (1986)
- Shake It All About (1992)
- Little Richard Meets Masayoshi Takanaka (1992)

## Danh sách phim
- The Girl Can't Help It[39] (1956), hát nhép các ca khúc "Ready Teddy" và "She's Got It"
- Don't Knock the Rock[39] (1956), hát nhép các ca khúc "Long Tall Sally" và "Tutti Frutti"
- Mister Rock and Roll[39] (1957), hát nhép các ca khúc "Lucille" và "Keep A-Knockin'"
- Catalina Caper[39] (Never Steal Anything Wet, 1967), hát nhép ca khúc "Scuba Party", chưa phát hành
- Little Richard: Live at the Toronto Peace Festival[39] (1969), được Shout! Factory tái phát hành vào năm 2019
- The London Rock & Roll Show [39] (1973), hát các ca khúc "Lucille", "Rip It Up", "Good Golly Miss Molly", "Tutti Frutti", "I Believe" (a capella) và "Jenny Jenny"
- Jimi Hendrix[39] (1973)
- Down and Out in Beverly Hills[39] (1986), vai Orvis Goodnight và hát ca khúc "Great Gosh A-Mighty"
- Hail! Hail! Rock 'n' Roll (1987), phim tài liệu
- Goddess of Love (1988)
- Purple People Eater[39] (1988)
- Scenes from the Class Struggle in Beverly Hills (1989)
- Bill & Ted's Excellent Adventures (1990) (lồng tiếng)
- Mother Goose Rock 'n' Rhyme (1990)
- Columbo – S10E3, tập "Columbo and the Murder of a Rock Star" (1991)
- The Naked Truth[39] (1992)
- Sunset Heat[39] (Midnight Heat, 1992)
- James Brown: The Man, The Message, The Music TV Documentary (1992)
- Martin S1E12, tập "Three Men and a Mouse", vai The Exterminator (1992)
- The Pickle[39] (1993)
- Last Action Hero[39] (1993)
- Full House (1994), tập "Too Little Richard Too Late"
- Baywatch[39] (1995), tập "The Runaways" vai Maurice
- The Drew Carey Show (1997), tập "Drewstock"
- Why Do Fools Fall in Love (1998)
- Mystery Alaska (1999)
- The Trumpet of the Swan (2001) (lồng tiếng)
- The Simpsons (2002) (lồng tiếng)
- Let the Good Times Roll (1973) bao gồm nhiều phần trình diễn của các nghệ sĩ Little Richard, Chuck Berry, Bo Diddley, Fats Domino, Bill Haley, The Five Satins, The Shirelles, Chubby Checker, và Danny and the Juniors.[40]